# 维登
维登（Wieden）是奥地利首都维也纳的第四区，位于市中心南部，面积仅有1.8平方公里。1850年3月6日设区，但是后来边界有所变化。1861年，由于社会和经济的差异，从该区分出第五区玛格丽滕。

## 历史
维登是维也纳最古老的郊区，得名于1137年，主要街道维登大街（Wiedner Hauptstraße）肯定更为古老。斐迪南二世时期建成了皇家夏宫，此后曾多次扩建，直到玛丽亚·特蕾西亚决定不再使用，并把它卖给了耶稣会。
18世纪初，维登开始成为城市的一部分，兴建了许多宫殿和其他建筑。
二战以后，从1945年到1955年，维登区曾被苏联占领十年之久。

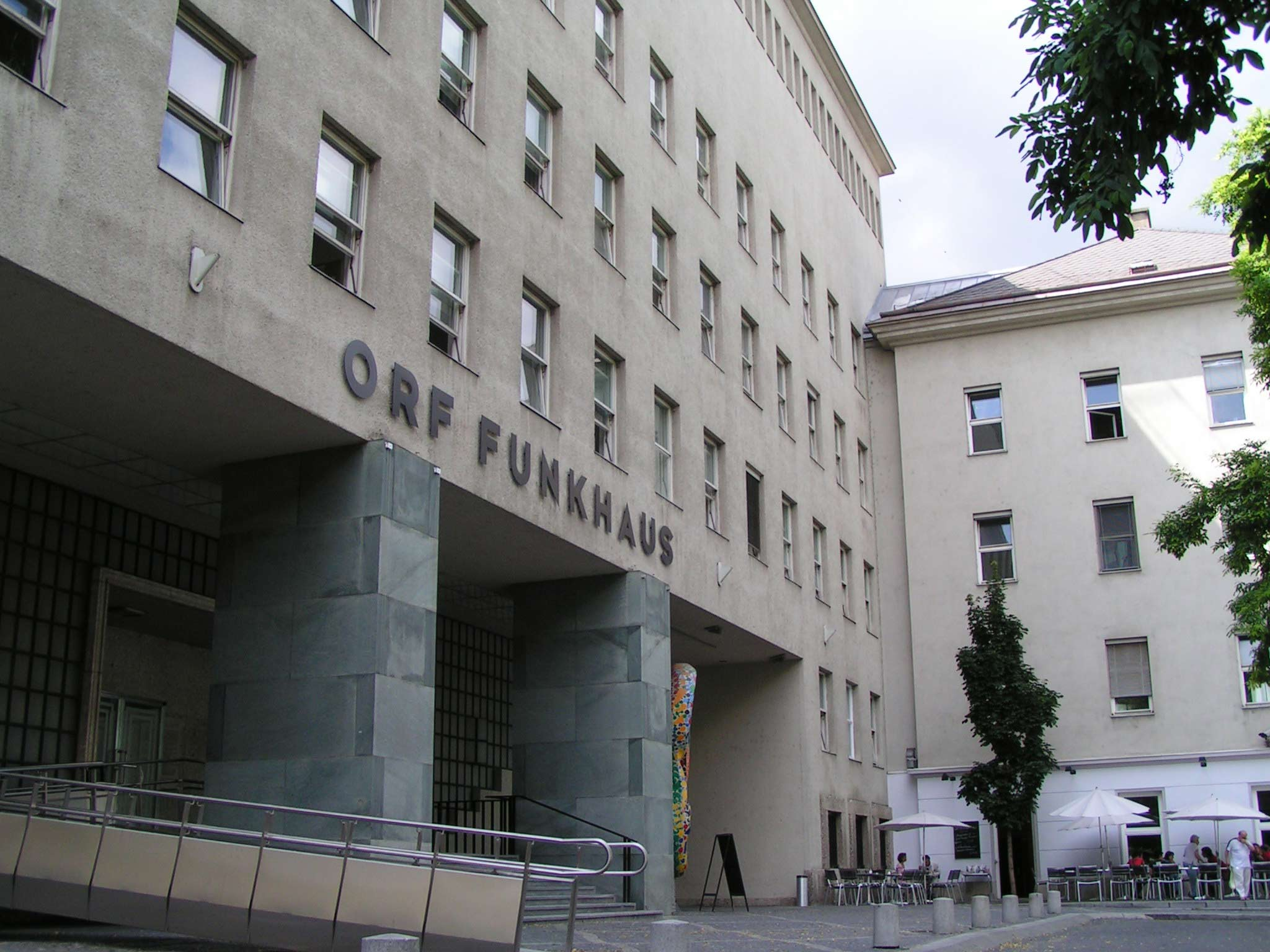
奧地利广播集团大厦

。

## 景点
- 自由屋（Freihaus）
- 维登劇院（英语：Theater auf der Wieden）
- 查理教堂
- Naschmarkt市场
- 卡尔广场城铁站
- 特蕾西亚学院（Theresianum）
- 维也纳博物馆
- 奧地利广播集团大厦